# Nicola Formichetti
Nicola Formichetti est un styliste italo-japonais né le 31 mai 1977 à Tokyo. Collaborateur de plusieurs magazines et consultant « mode », il travaille de septembre 2010 à avril 2013 comme directeur artistique avec la marque Mugler. Mais il est plus largement connu pour avoir collaboré avec Lady Gaga et comme directeur artistique de la marque Diesel jusqu'en 2017. 

## Biographie
Nicola Formichetti est né à Tokyo d'une mère japonaise hôtesse de l'air et d'un père italien pilote de ligne. Il regagne l'Italie à l'âge de douze ans pour ses études. Quelques années plus tard, il part à Londres étudier l'architecture mais finalement seulement quelques semaines, même s'il reste durant trois ans dans la capitale. Outre de petits boulots, son premier travail réel est pour une boutique intitulée « Pineal Eye » où il rencontre nombre de personnalités de la mode. C'est là qu'il fait la connaissance de Katy England. Elle l'intègre en 2000 à Dazed & Confused et devient cinq ans plus tard « directeur mode » de ce magazine puis « directeur créatif » en 2008,. Après plusieurs années pour Dazed & Confused, il collabore également avec V, Another Magazine ou l'édition japonaise de Vogue Hommes. Consultant, il gère en parallèle l'image d'Uniqlo et habille quelques personnalités comme Robert Pattinson ou Chloé Sévigny.
Nicola Formichetti fait la connaissance de Lady Gaga lors d'une séries de photos à Malibu qu'il réalise pour Dazed. « Elle est arrivée entièrement habillée, des cheveux au maquillage, portant des épaulettes et cette robe en cuir avec des talons - à 8 heures du matin sur la plage ». Scruté par la presse, cette collaboration le met sous le feux des projecteurs et lui apporte une notoriété publique : il devient « responsable des looks insensés » de Lady Gaga dont la robe en viande ou celle « en cheveux avec soutien-gorge crachant du feu » ainsi que les chaussures en forme de tatou : « à l'époque, […] il fallait aller toujours plus loin, expérimenter » dit-il.
En 2010 il prend le poste de directeur de la création de Mugler aux côtés de Sébastien Peigné et Romain Kremer, introduisant ainsi des collections « homme ». Rapidement, son travail pour l'entreprise française reçoit de bonnes critiques, ses défilés respectant les codes de la maison, même si finalement cette expérience ne convainc personne : tel qu'il le décrit, la « femme fantasmatique » de Mugler reste loin de ses principes. Nicola Formichetti quitte Mugler le 2 avril 2013.
« Surconnecté », très présent sur les réseaux sociaux qu'il utilise de façon « intensive », il est à l'origine du développement digital de Diesel lors de son arrivée dans l'entreprise qu'il annonce d'ailleurs sur son tumblr. C'est Renzo Rosso qui l'embauche en avril 2013. Sa première campagne quelques mois après met en scène Jillian Mercado nue et tatouée avec une burqa en jeans, photographiée par Inez & Vinoodh. Il revendique ainsi l'héritage des publicités provocantes de David LaChapelle pour la marque italienne, dans les années 1990. Dès le premier défilé organisé à Venise par Nicola Formichetti au début de l'année suivante, il renouvelle les codes de l'entreprise en organisant un show « radical et inoubliable » comme il le précise, fait de jeans et de cuir. La campagne publicitaire suivante est photographiée à sa demande par Nick Knight sur un iPhone. Il se reconnait par d'ailleurs son usage du marketing viral. Après quatre ans à la direction artistique, quitte l'entreprise italienne fin 2017, précisant que « ce n’est pas la fin avec Diesel mais j’ai ma propre marque Nicopanda. »

### Sources

#### Presse
- Marta Represa, « Tokyo Kid », L'Express Style, no supplément au no 3415 de L'Express,‎ 14 au 20 décembre 2016, p. 52 à 53 (ISSN 0014-5270)
- Sophie Fontanel, « Nicoas Formichetti « La mode a formé trop de gens obéissants » », O, vol. supplément à L'Obs, no 14,‎ avril 2016, p. 76 à 79
- Charlotte Brunel, « De Lady Gaga à Diesel », L'Express Style, no supplément au no 3267 de L'Express,‎ 12 au 18 avril 2014, p. 44 à 45

#### Web
- Christelle Laffin, « Nicola Formichetti, de la robe en viande de Lady Gaga à Diesel », sur madame.lefigaro.fr, Le Figaro Madame, 13 novembre 2014 (consulté le 22 décembre 2016)
- Carine Bizet, « Nicola Formichetti n’habille pas que Lady Gaga », Mode, sur lemonde.fr, M, le magazine du Monde, 7 avril 2014
- (en) Emine Saner, « Jillian Mercado and Diesel: more than just a fashion campaign », sur theguardian.com, The Guardian, 24 janvier 2014 (consulté le 1er janvier 2017)
- (en) Olivia Lidbury, « Diesel name Nicola Formichetti artistic director - Telegraph », Fashion.telegraph.co.uk, 4 avril 2013 (consulté le 22 décembre 2016)
- (en) Suzy Menkes, « Power of the Cyberimage », sur nytimes.com, The New York Times, 19 janvier 2011 (consulté le 22 décembre 2016)
- (en) David Coleman, « Dressing Miss Gaga », Fashion, sur wmagazine.com, W, 1er juillet 2011 (consulté le 22 décembre 2016)
- (en) Cathy Horyn, « Rethinking the Mugler Man », sur runway.blogs.nytimes.com, The New York Times, 19 janvier 2011 (consulté le 22 décembre 2016)
- « Rosemary Rodriguez quitte Thierry Mugler », sur madame.lefigaro.fr, Le Figaro Madame, 13 septembre 2010 (consulté le 22 décembre 2016)
- (en) Marcus Chang, « Meet Mr. Gaga - The Stylist Nicola Formichetti », sur tmagazine.blogs.nytimes.com, The New York Times, 4 janvier 2010 (consulté le 22 décembre 2016)
- Marie Ottavi, « Nicola Formichetti coupe le Diesel », sur next.liberation.fr, Libération, 18 décembre 2017